# Cargaison du Titanic
Le RMS Titanic est un paquebot transatlantique britannique de la White Star Line, construit en 1911 à Belfast et ayant comme port d'attache Liverpool. Plus luxueux et plus grand paquebot jamais construit au moment de son lancement, il fait naufrage lors de son voyage inaugural de Southampton à New York. Il percute un iceberg sur le flanc tribord le 14 avril 1912 à 23 h 40 et coule le 15 avril 1912 à 2 h 20 à 650 km au sud-est de Terre-Neuve, causant la perte de 1 491 personnes, ce qui en fait l'une des plus grandes catastrophes maritimes en temps de paix.
La cargaison de ce paquebot était plus qu'exceptionnelle puisque le navire ne transportait pas moins de 900 tonnes de fret et de bagages et entre 700 et 800 colis. En plus de cette cargaison, le navire avait emporté pour les besoins du voyage 5 892 tonnes de charbon et environ 445 000 litres d'eau douce, contenues dans les citernes du bord.

## Le courrier
Il était stocké sur le pont Orlop. Il était composé de 3 364 sacs postaux d'environ 50 kg chacun, le poids total était donc de 168 200 kg. 200 de ces sacs étaient en correspondance recommandée. Ce courrier était à destination des États-Unis, le transport du courrier était la principale mission du Titanic, c'est pour cela que son nom était précédé du préfixe RMS (Royal Mail Steamer - navire à vapeur de la poste royale) comme la majorité des paquebots de son époque. Après le naufrage, le gouvernement américain ne réclama que 41,04 $ d'indemnités.

## Les vivres, la vaisselle et la lingerie
Avec environ 2 200 personnes à bord, le Titanic avait largement de quoi nourrir et approvisionner ses hôtes. Étaient présents sur le navire :
• 34 tonnes de viande fraîche
• 3,4 tonnes de lard et de jambon
• 1 000 ris de veau
• 11,3 tonnes de volaille et de gibier 
• 5 tonnes de poisson frais
• 1,8 tonne de poisson séché et salé
• 1,1 tonne de saucisses
• 40 000 œufs frais
• 7 000 litres de lait frais
• 2 700 litres de lait condensé
• 1 400 litres de crème fraîche
• 2,7 tonnes de beurre
• 200 barils de farine
• 4,5 tonnes de sucre
• 4,5 tonnes de céréales 
• 40 tonnes de pommes de terre
• 35 000 têtes d'oignons
• 7 000 laitues
• 800 bottes d'asperges
• 1 tonne de petits pois frais
• 2,8 tonnes de tomates
• 3 180 caisses de pommes
• 36 000 oranges
• 50 caisses de pamplemousses
• 16 000 citrons
• 450 kg de raisins secs
• 500 kg de confiture
• 1 tonne de café
• 360 kg de thé
• 1 000 pains de mie
• 2 000 litres de crème glacée
• 20 000 bouteilles de bière
• 1 500 bouteilles de vin
• 850 bouteilles d'alcool
• 15 000 bouteilles d'eau minérale et 8 000 cigares. 
En plus de ces vivres, le navire embarquait de la vaisselle constituée de :
• 400 plats à entrée
• 400 plats à viande
• 400 plats à légumes
• 1 500 plats à soufflé
• 1 200 plats à pudding
• 400 beurriers
• 1 200 terrines
• 500 saladiers
• 2 000 salières
• 1 200 théières
• 1 200 cafetières
• 400 sucriers
• 1 000 pots à crème
• 400 coupes à fruits
• 2 500 assiettes à déjeuner
• 4 500 assiettes à soupe
• 3 000 assiettes à bouillon
• 12 000 assiettes plates
• 1 500 assiettes en cristal
• 2 000 assiettes à dessert
• 5 500 assiettes à crème glacée
• 4 500 tasses à déjeuner
• 3 000 tasses à bouillon
• 1 500 tasses à café
• 3 000 tasses à thé
• 300 verres à céleri
• 1 500 verres à cocktail
• 2 000 verres à vin
• 1 200 verres à liqueur
• 8 000 verres
• 1 500 coupes à champagne
• 300 pichets à vin rouge
• 2 500 carafes
• 1 000 rince-doigts
• 500 vases à fleurs
• 1 000 fourchettes à huîtres
• 1 500 fourchettes à poisson
• 8 000 fourchettes
• 1 500 fourchettes à fruit
• 2 000 cuillères à œufs
• 1 500 cuillères à sel
• 1 500 cuillères à moutarde
• 5 000 cuillères
• 6 000 cuillères à café
• 5 000 cuillères à dessert
• 400 couteaux à beurre
• 1 500 couteaux à poisson
• 1 500 couteaux à fruit
• 8 000 couteaux de table et à dessert
• 400 pinces à asperges
• 400 pinces à sucre
• 400 porte-toasts
• 100 ciseaux à raisin 
• 300 casse-noix.
On trouvait aussi également de nombreux éléments de lingerie :
• 4 000 tabliers
• 3 000 linges de cuisine
• 2 000 essuie-verre
• 6 500 torchons de service
• 3 500 essuie-mains à rouleaux
• 8 000 essuie-mains
• 7 500 serviettes de bain
• 25 000 serviettes de toilette
• 45 000 serviettes de table
• 6 000 nappes
• 3 600 couvre-lits
• 800 édredons
• 7 500 couvertures
• 3 000 dessus de lit
• 15 000 taies d'oreillers
• 3 000 draps à deux personnes
• 15 000 draps à une personne
• 40 000 autres articles divers.

## La cargaison
Le Titanic transportait des produits émanant d'entreprises qui exportaient aux États-Unis, ces entreprises étaient confiantes en la réputation de sécurité qu'avait le navire. Cette cargaison était officiellement évaluée à 420 000 dollars à l'époque soit 4,8 millions aujourd'hui. Parmi cette cargaison on retrouve notamment :
- 1 caisse automobile qui appartenait à William Ernest Carter (1re classe) qui ramenait sa Renault 1912 aux États-Unis. Rescapé du naufrage, il réclama 5 000 $ à sa compagnie d'assurance ;
- 4 caisses d'opium qui devaient être livrées à un destinataire inconnu ;
- environ 3 000 sacs de pommes de terre livrées à des destinataires différents ;
- en plus de nombreuses sardines, bouteilles de champagne, de vin, des peaux de chèvre, des poils de lapin, des chapeaux de paille, des savons, des plumes d'autruche, des gramophones, des orchidées, des balles de golf, de la pâte de dentifrice, du linoléum, du mercure, du caoutchouc, de la paille, de la peau de mouton, des calebasses, du fromage, des noix, des anchois, des confiseries, des livres, des bas, des bougies, de l'huile d'olive et une multitude d'autres objets divers et insolites.

## Marchandises insolites, rares ou précieuses
De nombreuses marchandises transportées par le Titanic restent encore inconnues car bon nombre d'objets n'ont pas été déclarés aux compagnies d'assurance ou à la White Star Line. De plus si les propriétaires ont péri dans le naufrage, ils n'ont pas demandé d'indemnités ; et si aucun témoignage n'en fait part, ces objets resteront inconnus. Parmi ces pièces « insolites », on retrouve :
| Désignation de l'objet                                                         | Propriétaire                                                        | Classe     | Indemnités demandées |
| Une machine à marmelade                                                        | Edwina Celia Troutt, Royaume-Uni                                    | 2e classe  | 8s 5d                |
| Une peinture de Merry-Joseph Blondel, La Circassienne au bain                  | Mauritz Hakån Björnström-Steffansson, Suède                         | 1re classe | 100 000 $            |
| Une photo dédicacée de Garibaldi                                               | Emilio Portaluppi, Italie                                           | 3e classe  | 3 000 $              |
| 7 colis de parchemin de la Torah                                               | Hersh L. Siebald                                                    | ?          | 250 $                |
| Une cornemuse                                                                  | Eugene Patrick Daly, Irlande                                        | 3e classe  | 50 $                 |
| Un costume arabe                                                               | Helen Alice Wilson, Royaume-Uni                                     | 1re classe | 5 $                  |
| Un bouledogue français champion de concours                                    | Robert Williams Daniel, États-Unis                                  | 1re classe | 750 $                |
| 4 coqs et poules                                                               | Ella Holmes White, États-Unis                                       | 1re classe | 207,87 $             |
| 3 caisses d'œuvres d'art égyptien destinées au musée de Denver                 | Margaret Brown, États-Unis                                          | 1re classe | -                    |
| Une sacoche ou une caisse qui contiendrait 300 millions de dollars de diamants | La compagnie minière De Beers, aucun passager n'assurait la liaison | -          | aucune               |

Quatre coffres-forts se trouvaient sur le navire, un steward de salon de 1re classe déclara avoir vu transférer le contenu des coffres dans des sacs, mais ils n'ont jamais été embarqués sur un des canots de sauvetage.
Un assistant magasinier déclara, bien des années plus tard avoir transbordé des barres d'or et d'argent dans une cale blindée. Les transferts d'argent entre banques étaient déclarés comme courrier et non comme marchandise. Aucun de ces lingots n'a jamais été retrouvé.
La plus forte demande d'indemnisation a été formulée par Charlotte Cardeza, propriétaire de 14 malles, 4 valises et 3 caisses. Elle demanda 177 352,75 $ pour la perte de ses bagages.
Le 26 juillet 1916, la justice mit fin aux procédures d'indemnisation, elle n'accorda que 663 000 $ sur les 16 804 113 $ réclamés.

## Sources
- Le site du Titanic
- (en) Titanic's Provisons And Linen